# Paso de Indios (Chubut)
Paso de Indios is een plaats in het Argentijnse bestuurlijke gebied Paso de Indios in de provincie Chubut. De plaats telt 1.087 inwoners.